# Луїш Гонсалвіш да Камара
Луї́ш Гонса́лвіш да Ка́мара (порт. Luís Gonçalves da Câmara; 1519 — 15 березня 1575) — португальський священник-єзуїт. Наставник, учитель, сповідник і приватний радник португальського короля Себаштіана. Довірена особа Ігнатія Лойоли в Португалії. Представник шляхетного роду Камарів. Народився в Фуншалі, Португалія. Син мадейрівського губернатора Жуана да Камари. Навчався в Паризькому та Коїмбрському університетах. За посередництва П'єра Фавра познайомився з єзуїтами. Всупереч волі батьків вступив до Товариства Ісуса (1545), прийняв таїнство священства (1547). Став ректором Коїмбрського колегіуму Ісуса (1547). Відвідував марокканськийТетуан в складі єзуїтської місії (1548). Зіграв важливу роль в усуненні Сімана Родрігіша з Португалії. Був прокуратором Португальської провінції. Деякий час жив у Римі (1553—1555). Брав участь у роботі першої Генеральної конгрегації ордену в Римі (1558), працював як асистент Португальської провінції. На запрошення португальської королеви-регентші Катерини став вихователем і сповідником молодого португальського королевича Себаштіана (1559); навчав його латини, історії, філософії. Згодом впав у опалу королеви, перебував під патронатом кардинала Енріке. Користувався великою довірою Себаштіана, але часто сперечався з ним на предмет державних справ. Сильно захворів, довідавшись про необачливий похід Себаштіана до Марокко (1574). Надіслав йому листа, закликаючи повернутися на батьківщину. Помер у Лісабоні. Автор «Діянь отця Лойоли» і «Мемуарів» (лат. Memoriale).

## Імена
- Луї́ш Гонса́лвіш да Ка́мара (порт. Luís Gonçalves da Câmara) — у португальських документах.
- Луї́с Гонса́лес да Ка́мара (ісп. Luis Gonzalez da Camara) — в іспанських документах.
- Луїс Камарський (лат. Luís da Câmara)

## Біографія

### Молоді роки
Луїш да Камара народився близько 1519 року в Фуншалі, на Мадейрі. Він був сином майдерівського губернатора Жуана Гонсалвіша да Камара-де-Лобуша, капітана-донатаріо Мадейри, і Леонори де Вільєна, доньки Жуана де Менезіша, графа Тароцького, що був Кратуським пріором і мажордомом Жуана ІІ й Мануела І. Хлопець був братом Сімана Гонсалвіша да Камари, першого графа Кальєтського.
1535 року Луїш почав навчання в Паризькому університеті, в Колегіумі святої Варвари. За посередництва П'єра Фавра познайомився з Ігнатієм Лойолою та єзуїтами. Отримавши диплом магістра мистецтв, він повернувся до Португалії, де вивчав теологію в Коїмбрському університеті.
27 квітня 1545 року, всупереч волі батьків, Луїш вступив до Товариства Іуса в Коїмбрі. Після цього його відправили до новіціату в кастильській Валенсії разом із Мануелом Са.
1547 року Луїш повернувся до Коїмбри, де став ректором місцевого єзуїтського колегіуму Ісуса. Того ж року його рукоположили у священники.
У серпні 1548 Луїш вирушив до марокканського Тетуана разом із Жуаном Баретто, майбутнім патріархом Ефіопії. Завданням цієї місії було надання духовної підтримки португальським підданим і християнським полоненим, що перебували у місті. Через хворобу він був змушений повернутися до Лісабону, де продовжував займатися справами марокканської місії.
1550 року Луїш став сповідником престолонаслідника Жуана-Мануела.

### Робота в Римі і Португалії
30 березня 1553 року Луїш прийняв повні чернечі обітниці в Логроньо, у Кастилії. 23 травня того ж року він прибув до Риму, де отримав призначення від візитатора Мігела де Торреша на посаду прокуратора Португальської провінції. Луїш викрив зловживання першого португальського провінціала Сімана Родрігіша, внаслідок чого останній втратив свій пост.
Луїш завоював довіру генерала Лойоли, який в серпні 1554 року призначив його суперіором Дому професів. Він залишався у Римі до 23 жовтня 1555 року, після чого виїхав до Португалії як візитатор Ордену.
Протягом перебування у Римі, Луїш став близьким другом Лойоли. Під враженням розмов із генералом він написав «Діяння отця Лойоли» (лат. Acta Patris Ignatii) і «Мемуари» (лат. Memoriale). Окремо від цих робіт Луїш згадується у двох текстах самого Лойоли: «листі вдосконалення» від 7 травня 1547 року, що був адресований шкільній братії в Коїмбрі, а також «листі послуху» від 26 березня 1553 року, адресованому єзуїтам Португальської провінції.
1558 року, після смерті Лойоли, Луїш да Камара знову прибув до Риму. Він взяв участь у Першій генеральній конгрегації Товариства Ісуса, на якій єзуїти обрали своїм новим головою Дієго Лайнеса. Крім цього, рішенням конгрегації Луїша призначили асистентом Португальської провінції, внаслідок чого він мусив залишатися у Римі.
1574 року Луїш да Камара був звільний з посади провінціала Португалії згідно з рішенням Еверардо Меркуріано. Його замістив Мануел Родрігіш. Рішення було прийнято на підставі доповідей про стан справ у провінції, які підготував його опонент Сіман Родрігіш.

### Королівський наставник

Король Себаштіан (бл. 1571, К. де Морайш).

У липні 1559 року португальський уряд в особі королеви-регентки Катерини запросив Луїша да Камару на посаду вихователя молодого короля Себаштіана. Він навчав його латини, історії, філософії, а також виконував обов'язки королівського сповідника. Себаштіан цілковито довіряв своєму вчителю, який став його приватиним радником.
Невдовзі Катерина стала сприймати Луїша да Камару як причину своїх розладів з онуком. Стара королева заходилася розсилати листи папі Пію IV, кастильському королю Філіпу ІІ і генералу ордену Франциско Борджія, в яких звинувачувала отця в прищеплюванні Себаштіану женоненависництва і відрази до шлюбу. Безпідставність цих звинувачень документально довів історик Франсішку Родрігіш у своїй «Історії», проте вони досі беруться на віру деякими дослідниками. Зокрема, в анти-єзуїтській і анти-клерикальній літературі тенденційно зазначається, що Луїш над міру впливав на Себаштіана: не зважав на державні інтереси Португалії, намагався зробити з короля просте знаряддя в руках єзуїтів.
Незважаючи на неприязнь королеви, Луїш зберіг свою посаду при дворі завдяки прив'язаності до нього Себаштіана та протекції його дядька-кардинала Енріке.
Напередодні марокканського походу Себаштіана в 1574 році Луїш розсварився зі своїм учнем. Він попереджав його про неприпустимість африканських авантюр, допоки король не народить 4—5 дітей-інфантів для забезпечення стабільності корони. Довідавшись що Себаштіан все-таки рушив до Марокко, літній наставник занепав духом і сильно захворів. Він надіслав королю листа, закликаючи того повернутися на батьківщину. Король невдовзі вернувся з неуспішного походу, але здоров'я його вчителя не покращилося. Через сім місяців, 15 березня 1575 року, Луїш да Камара помер у Лісабоні, в єзуїтському колегіумі святого Антонія. Себаштіан отримав цю звістку в Еворі й настільки засмутився, що на 5 днів заточив себе у Ешпіньєрівському монастирі Діви Марії біля столиці для спокутування своєї провини.

## Праці
- Acta Patris Ignatii[1].
- «Memoriale seu Diarium», FontNarr 1:508-752; Madrid, 1921. París, 1966: cf. Polgár 1:112. [Cartas], EpMix 2-5. DocInd 2-4, 7-9[1].
- Diário das Acçoens de Santo Ignacio de Loyola[6];
- Pratica feita a El Rey D. João III sobre a restituição do sitio que tinham os Padres da Companhia para nellc se fundar o collegio de Coimbra[6].

## Сім'я
- Батько: Жуан Гонсалвіш да Камара
- Матір: Леонора де Вільєна
- Брат: Сіман Гонсалвіш да Камара, граф Кальєтський